# Опреску, Сорин Мирча
Сорин Мирча Опреску (рум. Sorin Mircea Oprescu; 7 ноября 1951, Бухарест) — независимый румынский политик, доктор медицины, экс-примар Бухареста (2008—2015).

## Биография
С 2000 по 2008 год являлся сенатором от Социал-демократической партии Румынии.
Трижды баллотировался на пост примара Бухареста — в 1998, 2000 и 2008 годах.
Единственный независимый кандидат на выборах президента Румынии в 2009 году, занял 6-е место, получив 12% голосов избирателей.
15 сентября 2015 года ушёл в отставку с поста мэра Бухареста из-за подозрений в коррупции